# Bananowa młodzież (telenowela)
Bananowa młodzież (hiszp. Niños Ricos, Pobres Padres, 2009–2010) – amerykańsko-kolumbijska telenowela wyprodukowana przez telewizję Telemundo we współpracy z RTI Colombia. Została sprzedana do 18 krajów na całym świecie. W Polsce emitowana była od 12 września 2011 przez stację Polonia 1.

## Fabuła
17-letnia Alejandra Paz (Carmen Villalobos) wraz z matką Lucią Ros (Fabiola Campomanes) muszą opuścić Stany Zjednoczone i wrócić do Kolumbii. W pierwszym dniu Alejandra jest zaproszona na imprezę do Isabeli, która jest dziewczyną Estebana. Ktoś wprowadza narkotyk do drinka Alejandry. Nagle zostaje ona zgwałcona przez Matíasa, przyjaciela Estebana. Alejandra i jej matka są zanurzone w świat intryg i zdrady, gdzie ludzie nie są takimi, jakimi wydają się być.

## Obsada
| Aktor                 | Postać                       |
| --------------------- | ---------------------------- |
| Carmen Villalobos     | Alejandra Paz                |
| Aylín Mújica          | Veronica Rios                |
| Geraldine Zivic       | Mónica Sanmiguel             |
| Sebastián Caicedo     | Esteban Sanmiguel            |
| Aldemar Correa        | David Robledo                |
| Margarita Muñoz       | Isabela Domínguez            |
| Didier Van der Hove   | Cesar Alarcón                |
| Millie Ruperto        | Berta Robledo                |
| Johanna Bahamón       | Karina Suarez                |
| Conrado Osorio        | Eduardo Dominguez            |
| Andrés Fierro         | Diego Aguirre                |
| Carlos Arturo Buelvas | Santiago de la Torre         |
| Tatiana Renteria      | Aura Aguirre                 |
| Paula Barreto         | Dorotea Cortés               |
| Javier Jattin         | Matías Quintana              |
| Alexander Rodriguez   | Mauricio Huertas             |
| Juan David Agudelo    | Juan Alarcón                 |
| Mónica Pardo          | Anaís Obregón                |
| Alexander Gil         | Arturo Duarte                |
| Carlos Hurtado        | Rafael Robledo               |
| Alvaro Garcia         | Thomas Donelly               |
| Margarita Vega        | Juliana Pardo                |
| Camilo Perdomo        | Manuel de la Rosa Cervantes  |
| Gabriel Valenzuela    | Gabriel Granados             |
| Maleja Restrepo       | Amelia Richards              |
| Alejandra Guzmán      | Rocío Granados               |
| Sebastian Eslava      | Miguel Zabala                |
| Juliana Gómez         | María Dolores „Lola” Robledo |
| Majida Issa           | Marta Granados               |
| Juan Pablo Shuk       | Roberto de la Torre          |
| Marcelo Cezan         | Jorge Cervantes              |
| Angela Vergara        | Vanessa Vergara              |
| Javier Delguidice     | Guillermo Sanmiguel          |

Drugoplanowe role
| - Paola Diaz - Indira Serrano - Alex Adames - Eduardo Valero - Ivette Zamora - Nubia Jimenez - Fernando Lara - Jaime Achury - Alexander Garibello - Beatriz Lizande - Maria Leon - Luz Miryam Guarin - Rodolfo Ordoñez - Tirsa Pacheco - Felipe Muñoz - Josue Bernal - Yovanna Vargas - Maria Luisa Castro | - Juan Carlos Campuzano - Javier Zapata - Guillermo Villa - Orlando Vasquez - Fernando Giraldo - Eduardo Gamez - Jesus Ospina - Orlando Bonell - Mary Herrera - Oscar Gonzalez - Fernan Gomez - Marisol Aristizabal - Diego Giraldo - Gilberto Suarez - Blanca Lucía Garay - Diego Achury - Edilberto Lozada - Leonardo Lozano | - Arturo Nieto - Patricia Ariza - Nestor Pineda - Oscar Cantillo - Carlos Alvarez - Anyella Argote - Carlos Fernandez - Daniel Quintero - Fernando Larrañaga - Carlos Tovar - Jenny Gomez - Rey Vasquez - Angela Duarte - Edgar Duran - Carlos Cifuentes - Juan Arboleda - Omar Gonzalez - Joaquin Gomez | - Javier Nossa - Jacob Hernandez - Alba Aranguren - Ricardo Patiño - Juan Carlos Perez - Gizeth Rodriguez - Olga Lucía Rojas - Ruben Arciniegas - Silvana Gomez - Julian Diaz - Fabio Camero - Alfredo Aguilar - Gustavo Monsalve - Jimy Mosquera - Mauricio Sanchez - Eduardo Bejarano - Eleazar Osorio - Wilson Vargas - Guillermo Rodriguez |

## Emisja na świecie
| Kraj              | Premiera         | Zakończenie emisji   |
| ----------------- | ---------------- | -------------------- |
| Stany Zjednoczone | 7 lipca 2009     | 8 stycznia 2010      |
| Macedonia         | 8 grudnia 2009   | 9 czerwca 2010       |
| Węgry             | 12 kwietnia 2010 | 11 października 2010 |
| Rumunia           | 7 czerwca 2010   | 16 października 2010 |
| Serbia            | 20 września 2010 | 21 marca 2011        |
| Słowenia          | 20 września 2011 |                      |